# Astragalus macroceras
Astragalus macroceras är en ärtväxtart som beskrevs av Carl Anton von Meyer. Astragalus macroceras ingår i släktet vedlar, och familjen ärtväxter. Inga underarter finns listade i Catalogue of Life.